# Pedro Jesús Pérez Montero
Pedro Jesús Pérez Montero (Linares, Jaén, Andalusia, 3 de gener de 1976), és un àrbitre de futbol andalús de la Primera divisió espanyola de futbol. Pertany al Comitè d'Àrbitres d'Andalusia.
Va dirigir el partit d'anada de la promoció d'ascens a Primera Divisió de 2011 entre el Real Valladolid Club de Futbol i el'Elx Club de Futbol (1-0).
Va aconseguir l'ascens a primera divisió juntament amb el col·legiat madrileny Carlos del Cerro Grande. Va debutar a la primera divisió el 28 d'agost de 2011 en el partit Reial Mallorca contra el Reial Club Esportiu Espanyol (1-0).

## Premis
- Xiulet d'or de Segona Divisió (1): 2009
- Trofeu Vicente Acebedo (1): 2011